# Forrest Smithson
Forrest Custer Smithson (Portland, 26 settembre 1884 – Contea di Contra Costa, 24 novembre 1962) è stato un ostacolista statunitense, campione olimpico dei 110 metri ostacoli ai Giochi olimpici di Londra del 1908.

## Biografia
Nato nella città mercantile di Portland, studiò teologia presso l'Università statale dell'Oregon e fu campione AAU nei 110 metri ostacoli nel 1907 e 1909.
Vinse la gara dei 110 m ostacoli ai Giochi olimpici di Londra del 1908, portando il record mondiale della specialità a 15"0.
La notizia secondo la quale gareggiò impugnando una Bibbia per protestare contro la decisione di disputare la finale la domenica è da ritenersi inventata in quanto non risulta dai programmi delle manifestazioni e non ci sono giornali che citino tale avvenimento. Probabilmente l'origine di questa storia è una foto che lo ritrae in corsa con la Bibbia in mano, tale foto però fu realizzata dopo la gara.

## Palmarès
| Anno | Manifestazione  | Sede   | Evento   | Risultato | Prestazione | Note            |
| ---- | --------------- | ------ | -------- | --------- | ----------- | --------------- |
| 1908 | Giochi olimpici | Londra | 110 m hs | Oro       | 15"0        | Record mondiale |